# Olocau
Olocau es un municipio situado a unos 25 km del mar Mediterráneo en la provincia de Valencia, en la comunidad autónoma del mismo nombre, España. Pertenece a la comarca del Campo de Turia y su población es de 2425 habitantes (INE 2024).

## Geografía
El municipio está situado en la provincia de Valencia, en los campos del Turia, terreno peñascoso al lado izquierdo del barranco de Carraixet. Comparte terrenos con el parque natural Sierra Calderona.
Su territorio tiene una superficie de 37,4 km cuadrados, encontrándose a unos 293 m s. n. m. Su clima es templado y limita con los siguientes municipios:
- Marines y Gátova (Al norte).
- Serra (Al este).
- Marines y Liria (Al oeste).
- Puebla de Vallbona (Al sur).

## Historia
Los restos arqueológicos más antiguos que se conocen en el término municipal de Olocau corresponden a los primeros tiempos de la Edad de los Metales y se encontraron en el posible enterramiento colectivo eneolítico de la covacha de la Peña Roja. Cerca de ella, en la cima del cerro en que se halla y se conoce como el Castellet de la Peña Roja, se ven restos de un poblado de la Edad del Bronce.
Olocau es un poblado muy antiguo; en una de las sierras cercanas los árabes construyeron una fortaleza denominada Olcaf. Jaime el Conquistador se apoderó de la villa y del castillo y repobló aquella de cristianos, concediéndole por escudo un castillo en la parte superior y las barras de Aragón con el león rampante en la inferior.
Hay testimonios edetanos como el fortín defensivo y comercial del Puntal dels Llops, que formó parte de la red defensiva de Edeta. También se encuentran ruinas romanas tales como el Arquet (parte de un acueducto) o los hornos al pie del Puntal.
Sin embargo, el nombre de Olocau es más reciente, y se remonta a la época árabe. Debe su nombre al hoy llamado Castillo del Real, que en época árabe se llamó Hisn Al-Uqab (Castillo del Águila).
La población está edificada entre dos altas montañas y sus edificios de piedra, así como sus palacios, nos hablan de un pasado próspero. Desde finales del siglo XIX y durante la primera mitad del siglo XX, la falta de recursos para la subsistencia y la guerra civil española hicieron que muchos de sus habitantes emigraran a Gavá (Barcelona).
El paso de los nativos de Olocau por el municipio de Gavá, ha dejado una profunda huella en ese municipio de Barcelona. Los primeros emigrantes lo hicieron para trabajar en la siega de palma para hacer escobas. Posteriormente, pasaron muchos de ellos a trabajar en las fábricas que se abrían en Gavá. Las personas de Olocau fueron reconocidas en estas empresas como trabajadores responsables, alcanzando responsabilidades en la Compañía Roca y en la Sociedad General de Hules, las dos empresas más grandes de Gavá.
Hoy podemos decir que la colonia de nativos de Olocau y sus descendientes es muy numerosa. A finales de marzo, en Gavá se erige una "falla" y todo el municipio participa en la "cremà", como si de una barriada de Valencia se tratara.

## Demografía
Olocau cuenta con una población de 2425 habitantes (INE 2024).
| Gráfica de evolución demográfica de Olocau entre 1842 y 2021 |
| |
| Población de derecho según los censos de población del INE Población de hecho según los censos de población del INEEn 1857 aparece este municipio porque se segrega del municipio Marines |

## Economía
Su economía es agraria. Los productos principales son los olivos, algarrobos, almendros y la vid. El regadío tradicional produce hortalizas, naranjas y otras frutas. La ganadería es escasa y la industria se limita a la de carpintería metálica, por lo que a pesar de que las perspectivas de regadío la población disminuye progresivamente desde 1910, aunque ha cambiado la tendencia en el último decenio, ya que gracias al turismo interior y su proximidad con la capital de la provincia, se ha convertido en centro residencial. Desde la década de 1970 la actividad económica de Olocau se ha visto afectada por la baja en la actividad agrícola.

## Administración y política
| Periodo   | Nombre                      | Partido                               |
| --------- | --------------------------- | ------------------------------------- |
| 1979-1983 | Vicente Zurriaga Máñez      | CIO - Ciutadans Independents d'Olocau |
| 1983-1987 | Vicente Zurriaga Máñez      | CIO - Ciutadans Independents d'Olocau |
| 1987-1991 | José Agustín Agustí Sanchis | PSPV-PSOE                             |
| 1991-1995 | José Agustín Agustí Sanchis | PSPV-PSOE                             |
| 1995-1999 | José Agustín Agustí Sanchis | PSPV-PSOE                             |
| 1999-2003 | José Agustín Agustí Sanchis | PSPV-PSOE                             |
| 2003-2007 | José Agustín Agustí Sanchis | PSPV-PSOE                             |
| 2007-2011 | Mª Ascensión Arnal Navarro  | PP                                    |
| 2011-2015 | Antonio Ropero Morales      | PSPV-PSOE                             |
| 2015-2019 | Antonio Ropero Morales      | PSPV-PSOE                             |
| 2019-2023 | Antonio Ropero Morales      | PSPV-PSOE                             |
| 2023-act. | Antonio Ropero Morales      | PSPV-PSOE                             |

## Patrimonio

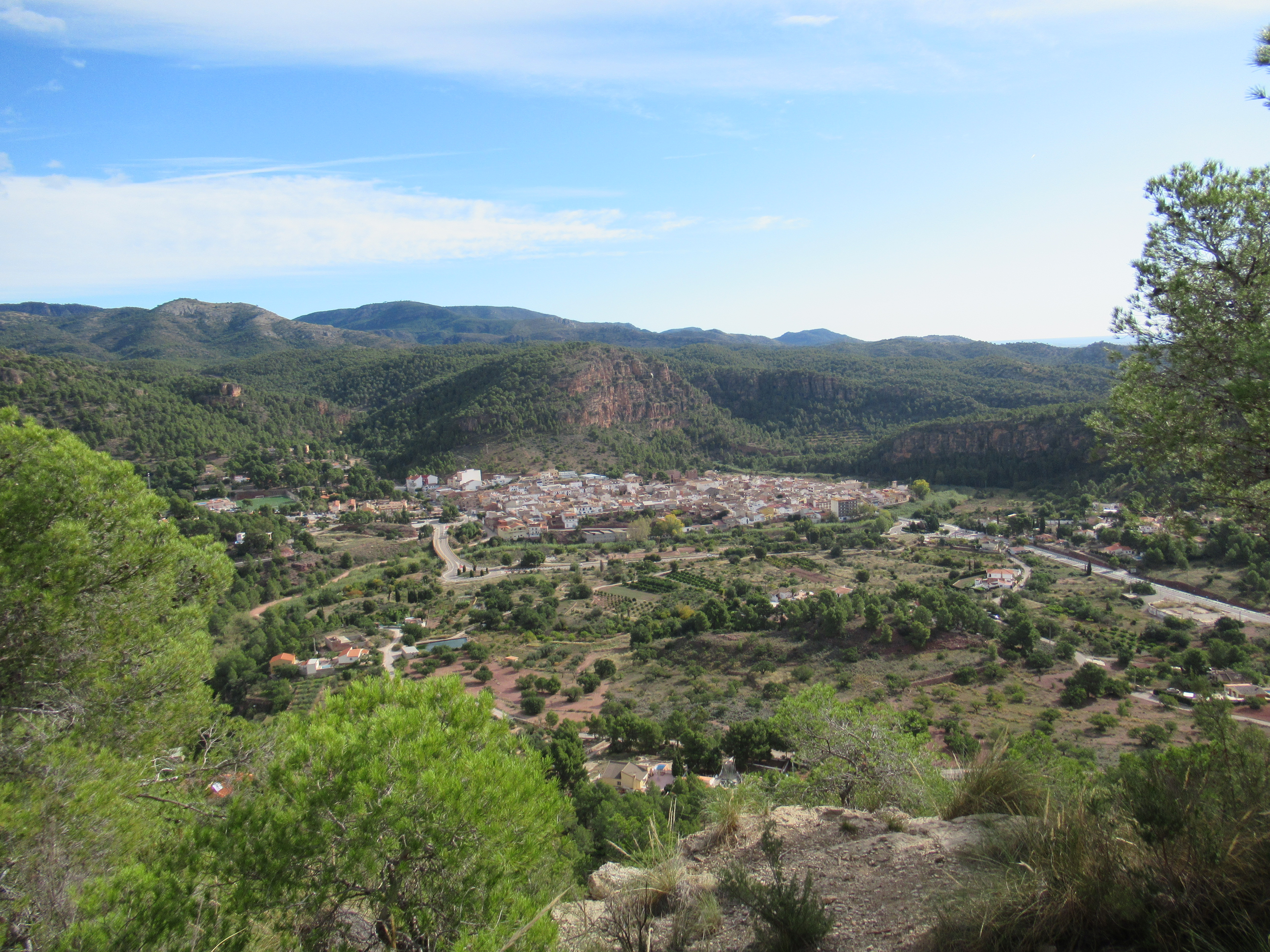
Vista de la villa de Olocau.

### Civil
- El Puntal dels Llops. Atalaya de vigilancia del territorio edetano construida en el siglo V a. C.[8]
- Palacio del conde de Olocau. Aunque muy reformada aún se conserva esta casa señorial, junto a la que se yergue una torre, de origen islámico del siglo XIII, resto al parecer de un castillo.
- Castillo del Real. Otra denominación: Castillo del Real de Vilaragut, Castillo Ali-Maimó. Estado de conservación: Se encuentra en estado de ruina progresiva.[8]

Se encuentra bajo la protección de la Declaración genérica del Decreto de 22 de abril de 1949, y la Ley 16/1985 sobre el Patrimonio Histórico Español.

### Monumentos eclesiásticos
- Iglesia parroquial. Tiene por titular a la Virgen del Rosario, fue construida en el siglo XVIII y su campanario reformado y consolidado en 1907. Todo el templo está siendo restaurado, incluidas las campanas, desde el año 2005, pero aún esta por acabar.

## Fiestas
- San Antonio Abad. Se celebra el tercer fin de semana de enero con la tradicional hoguera y bendición de los animales, cordá y reparto de los rollos del santo.[9]
- Fiestas de Agosto. Se celebran en honor a la Virgen de Agosto y a San Roque, patrón del pueblo.
- Fiestas Patronales. Se celebran en honor a la patrona Nuestra Señora del Rosario, en octubre.

## Ciudades hermanadas
- Gavá, en la provincia de Barcelona, Cataluña, España.